# Wolfgang (worstelaar)
Barry Young (Glasgow, 3 december 1986), beter bekend als Wolfgang, is een Schots professioneel worstelaar die sinds 2016 actief is in de World Wrestling Entertainment. Wolfgang is een voormalige NXT UK Tag Team Champion.
Wolfgang heeft voornamelijk geworsteld in het Britste onafhankelijke worstelcircuit, waaronder voor het bekende Insane Champion Wrestling (ICW). Hij is een voormalige ICW World Heavyweight Champion en ICW Zero-G Champion.

## Prestaties
- British Championship Wrestling
  - BCW Heavyweight Championship (1 keer)[6]
  - BCW Openweight Championship (2 keer)[6]
  - BCW Tag Team Championship (5 keer) – 3x met Darkside, 1x met Red Lightning en 1x met James Scott[6]
- Insane Championship Wrestling
  - ICW World Heavyweight Championship (1 keer)[6]
  - ICW Zero-G Championship (1 keer)[6]
  - ICW "Match of the Year" Bammy Award – voor Legion (Mikey Whiplash, Tommy End & Michael Dante) vs New Age Kliq (BT Gunn, Chris Renfrew & Wolfgang) bij Fear & Loathing VIII
  - Square Go! (2016)
- Premier British Wrestling
  - PBW Heavyweight Championship (2 keer)[6]
  - PBW Tag Team Championship (1 keer) – met Lionheart[6]
  - PBW Heavyweight Championship Tournament (2006)[7]
- Pro Wrestling Illustrated
  - Gerangschikt op nummer 203 van de top 500 singles worstelaars in de PWI 500 in 2019
- Rock N Wrestling
  - Highland Rumble (2016)
- Showcase Pro Wrestling
  - SPW British Heavyweight Championship (1 keer)[6]
- Scottish Wrestling Alliance
  - NWA Scottish Heavyweight Championship (2 keer)[6]
  - SWA Laird of the Ring Championship (1 keer)[6]
  - SWA Tag Team Championship (2 keer) – 1x met Falcon en 1x met Darkside[6]
  - Laird Of The Ring Tournament (2007)[7]
- World Wide Wrestling League
  - W3L Heavyweight Champion (1 keer)[6]
  - W3L Tag Team Championship (1 keer) – met Darkside[6]
  - Seven Deadly Sins Tournament (2010)[7]
- Wrestle Zone Wrestling
  - wZw Interpromotional Championship (1 keer)[6]
- World Wrestling Entertainment
  - NXT UK Tag Team Championship (1 keer) - met Mark Coffey[6]